# Cirsium leucocephalum
Cirsium leucocephalum là một loài thực vật có hoa trong họ Cúc. Loài này được (Willd.) Spreng. mô tả khoa học đầu tiên năm 1826.